# سترمی
سترمی (به لاتین: Střemy) یک منطقهٔ مسکونی در جمهوری چک است که در ناحیه میلنیک واقع شده‌است. سترمی ۱۱٫۷ کیلومتر مربع مساحت و ۴۰۹ نفر جمعیت دارد و ۲۷۵ متر بالاتر از سطح دریا واقع شده‌است.